# Neomammillaria villifera
Neomammillaria villifera là một loài thực vật có hoa trong họ Cactaceae. Loài này được (Otto) Britton & Rose mô tả khoa học đầu tiên năm 1923.